# 大阪府道197号深井畑山宿院線
大阪府道197号深井畑山宿院線（おおさかふどう197ごう ふかいはたやましゅくいんせん）は、大阪府堺市中区から堺市堺区に至る一般府道である。

## 概要
堺市中区深井畑山町から堺市堺区宿院町東1丁に至る。

### 路線データ
- 起点 : 大阪府堺市中区深井畑山町（馬飼田池東（まごうたいけひがし）交差点、大阪府道36号泉大津美原線交点）
- 終点 : 大阪府堺市堺区宿院町東1丁（宿院交差点、国道26号交点）

## 路線状況

### 通称
- 御陵通
- 大道筋

## 地理

### 通過する自治体
- 大阪府
  - 堺市（中区 - 北区 - 堺区）

### 交差する道路
| 交差する道路                                                        | 市町村名 | 市町村名 | 交差する場所            | 交差する場所                                  |
| ------------------------------------------------------------------- | -------- | -------- | ----------------------- | --------------------------------------------- |
| 大阪府道36号泉大津美原線                                            | 堺市     | 中区     | 深井畑山町              | 馬飼田池東（まごうたいけひがし）交差点 / 起点 |
| 大阪府道199号西鳳東線                                               | 堺市     | 中区     | 土師町（はぜちょう）2丁 | 土師町交差点                                  |
| 大阪府道28号大阪高石線 / バイパス                                   | 堺市     | 北区     | 百舌鳥梅町1丁           | 百舌鳥八幡南交差点                            |
| 大阪府道28号大阪高石線 / 旧道                                       | 堺市     | 北区     | 百舌鳥梅町1丁           | 百舌鳥八幡前交差点                            |
| 大阪府道30号大阪和泉泉南線                                          | 堺市     | 堺区     | 一条通                  | 御陵通交差点                                  |
| 国道26号                                                            | 堺市     | 堺区     | 大仙西町2丁             | 大仙西町2丁交差点                             |
| 国道26号 大阪府道2号大阪中央環状線 重複 大阪府道31号堺羽曳野線 重複 | 堺市     | 堺区     | 宿院町東1丁             | 宿院交差点 / 終点                             |

### 交差する鉄道
- 南海泉北線
- 阪和線
- 阪堺電気軌道阪堺線

### 沿線
- 堺市立土師小学校
- 大阪公立大学（中百舌鳥キャンパス）
- 土師ニサンザイ古墳
- 堺市立百舌鳥小学校
- 百舌鳥八幡宮
- 御廟山古墳
- JR西日本阪和線 百舌鳥駅
- 大仙公園
- 大仙陵古墳（仁徳天皇陵）
- 堺市博物館
- 堺市立中央図書館
- 堺市立大仙小学校
- 堺市立旭中学校
- 堺市立工業高等学校
- 堺市立大仙西小学校
- 堺市立陵西中学校
- りそな銀行 堺支店
- 阪堺電気軌道阪堺線
  - 御陵前停留場 - 寺地町停留場 - 宿院停留場
- 関西みらい銀行 堺中央支店
- 大阪信用金庫 宿院支店